# Pimlico
Pimlico 
je roman Milana Dekleve, ki se prostorsko in časovno navezuje na Oko v zraku, gre za čas avtorjeve mladosti in predvsem za čas študentskih nemirov, ki so usodno zaznamovali življenja junakov. Tudi v Pimlicu je optika usrediščena v ljudeh, ki so čas intenzivno živeli, pa vendar ga niso miselno nikoli preživeli, ostajajo ujetniki obljubljene svobode, plen utopije. Njihova hrepenenja po svobodi in izpolnitvi ostajajo hrepenenja, umetniška in spoznavna. Razsežje med estetskim in etičnim prestopa Pimlico s pomočjo jezika, ki se bravurozno vzpenja v pesem in spušča v prozo. Življenje sčasoma zahteva tudi kakšen kompromis zase in predvsem za ljubezen, katera drugače postane zgolj utopičen plen. Matjaž, kantavtor, in Nastja, kiparka, naslovna junaka Pimlica vse to dolgo prebolevata, dokler ponovno ne izstopita na podzemni postaji Pimlico. Zdaj, ob koncu tisočletja.
Pimlico je eden od dveh romanov na maturi iz slovenščine 2007.
neznan avtor

### Povezave
- pisna obnova knjige Pimlico Arhivirano 2007-05-27 na Wayback Machine.
- flash animacija knjige Pimlico Arhivirano 2007-04-27 na Wayback Machine.

Pimlico Milana Dekleve
Čas dogajanja neposredno ni določen, ampak posredno. Glede na to, da je protagonist Matjaž nekoč pripadal generaciji »otrok cvetja« ali hipijem, se lahko časovno orientiramo. Zdaj pa šteje okoli 50 let, kot je omenjeno na koncu pripovedi. Iz tega sledi, da roman opisuje neposredno sodobnost. 
Kraj dogajanja tudi ni neposredno določen. Opazujemo lahko romaneskne like, ki se sprehajajo po krajih in lokalih v Ljubljani. Le-ti niso izmišljeni, ampak resnični: Kongresni trg, Prešernov trg, klub Pen, trnovski Kud, diskoteka Turist... V svojih mislih pa romaneskni junaki potujejo tudi v Grčijo, Jadransko obalo, London, kjer je še posebej pomemben dogodek obeh glavnih junakov Nastje in Matjaža na londonski podzemni postaji, ki nosi ime Pimlico. Pimlico je sicer tudi krajevna oznaka osrednjega starega dela Londona. 
Roman sestavlja 29 poglavij. Vsako od poglavij je poimenovano po motivu, ki ga opiše v poglavju. 
Zančilnost poglavij je tudi CIKLIČNO menjavanje moškega in ženskega pripovedovalca. V prvem poglavju imamo prvoosebnega pripovedovalca Matjaža. V drugem poglavju imamo prvoosebno pripovedovalko Nastjo ipd... Dobimo občutek, da sta povezana, da izzvenevata drug v drugem, se dopolnjujeta in prekrivata s svojimi mislimi. Si tako sledita, dokler ne nastopi še Mitja, ki ima v obliki INTERVJUJA z Matjažem  nekakšno vlogo vsevednega pripovedovalca, saj nekako komentira dogajanje. Na koncu romana imamo še obliko DNEVNIKA, ki ga beleži Mitja in je nekakšen komentar na dogajanje. Vlogo, ki je pomembna za Nastjo ima še študent Jonas, ki pa nima lastnega poglavja in monologa, ampak se pojavlja v poglavjih, ki jih pripoveduje Mitja ali pa Nastja. 
To so hkrati tudi glavni protagonisti zgodbe romana. Najpomembnejša romaneskna lika romana sta pa vendarle Nastja in Matjaž. Nastja je v zrelih letih, poučuje kiparstvo na akademiji. S tem pripada duhovni eliti, se ukvarja z vprašanji kiparske umetnosti. Svoje misli mora reflektirati na akademski ravni, je predstavnica intelektualca. Matjaž je kantavtor, s svojimi izvirnimi pesmimi in kitaro koncertuje. Mitja je mladi novinar, ki prapravlja knjigo o Matjaževi umetnosti, v mislih ima denar,prav tako si prizna, da ga Matjaž vendarle toliko ne zanima, ampak ga zanima Nastja. Zdi se mu spolno privlačna in brihtna. Jonas je mlad nadarjen študent kiparstva. Je v Nastjini skupini. Se privlačita. 
Zaplet zgodbe je v spremembi odnosa v ljubezni med Nastjo in Matjažem. Ta ljubezenski odnos postane problematičen, drug od drugega se začneta oddaljevati. Nastja ne prenaša več Matjaževega pijančevanja. Njun odnos Nastja pretrga s svojo predajo Mitji, kjer je pa odsotna in ga uporabi le za eno noč. Se pa poveže z Jonasom, skupaj ju namreč srečamo na londonski postaji Pimlico, kjer sta se namenila na ogled umetniški del. Matjaž se zaplete z mladoletno Evo, ki jo sreča na svojem koncertu v trnovskem Kudu. 
Z besedo Pimlico je Milan Dekleva naslovil svoj roman. V resničnem svetu beseda poimenuje londonsko podzemno postajo. V romanu je beseda uporabljena v tem smislu in najbolj zastrašujoče na koncu romana, kjer se vsi akterji znajdejo na tej londonski postaji. Vsi so se razšli, tam pa se spet znajdejo skupaj. Matjaž je popolnoma propadel in berači na tej postaji, Nastja se s študentom Jonasom znajde na postaji, ker si bosta ogledala razstavo. Tudi Mitja je tam, vidijo ga z neko mlado privlačno žensko. Nekdaj sta bila Matjaž in Nastja najtesneje povezana, povezovala ju je ljubezen in njun ustvarjalni duh, zdaj sta pa popolnoma ločena. Slabše odnese Matjaž, ki je tudi telesno propadel, ne samo moralno. Brez Nastjine ljubezni je izgubljen, izgubil pa je tudi svojo umetnost kantavtorstva. Zdaj brenka s kitaro kot poulični umetnik in si služi denar. Popolnoma se je predal neposrednemu nevdihu. Čez roman se mu sicer dozdeva, da je že star. Ker je Nastja stvarna, tlači čustva, si najde nadomestek v mladem Jonasu. Matjaževa umetnost kantavtorstva je zelo tesno povezana z ustvarjalnostjo pesniške eksistence, ki je čuteča, senzualna in zelo ranljiva v goli stvarnosti.
Čas dogajanja tudi ni neposredno določen, vendarle pa lahko razberemo, da se oddaljevanje Nastje in Matjaža dogodi nekako v pol leta. To lahko razberemo po omembah vremena - še ne čisto poletje, mrzla jesen ipd.
Beseda pimlico ima za romaneskne junake še globlji, metaforičen pomen. Omenjena v romanu je nekako šestkrat. Zanimivo je, da ima popolnoma bipolaren pomen za Nastjo do Matjaža. Nastja je v zrelih letih. Še vedno brez otrok. Svojo umetnost kiparstva tudi doživlja kot materinsko. Ljubezen z Matjažem  bi jo mara izpolniti tudi glede potomstva. Njuna zveza je glede otrok jalova. Ona doživlja ime, besedo pimlico čisto po svoje. Njo na strani 65. romana privlači predvsem zvok besede pimlico:/.../zame je ozančevala neznano otroško igračo, okroglo in napihnjeno, šuštečo in poskakujočo, nekakšnega križanca, sparjenca med dvesto petdeset kilogramov težkim kanarčkom in slonom z jagodami v očeh. Zaradi zvena besede pimlico sem začutila nežno pripadnost Matjažu,...« Zanjo je pimlico otroška igrača. Matjaž Nastji predstavlja tudi umetniški navdih za njeno kiparsko ustvarjanje in tako tudi obratno. Nastjini komentarji preidejo v Matjaževe pesmi. Za Matjaže pa Pimlico pomeni nekaj dosti stvarnejšega. Ta dogodek, ko se vozita s podzemno železnico, Matjažu se zdi, da sta se izgubila, da sta sedla na napačno podzemno, njemu pomeni beseda nekaj slabega, zlo slutnjo za celotno njuno razmerje, njuno prihodnost, ki bo prav tako zašla in se izgubila. 
Oznaka sodobni roman poimenuje literarne umetnine, ki so nastale v neposredni sodobnosti. Po tem je tudi dobil ime. Vendarle sodobni roman pomeni tudi več. Pomeni tudi posebno romaneskno obliko, ki je v pretežni meri postavljena v zavest junaka, je pretežno prvoosebna, lahko tudi personalna. Pomeni pa tudi duhovnozgodovinsko stanje opisanih literarnih junakov ali likov. Vse skupaj vpliva tudi na samo strukturo romanov. Vsak je nekaj svojevrstnega. Deklevov roman je že nekaj posebnega glede strukture. 
Še enkrat: V romanu Pimlico Milana Dekleve se literarna junaka vzupostavita v trenutku, ko se njuno ljubezensko razmerje prične krhati. Matjaž je kantavtor. Nastopa pred občinstvom, tako da poje svoja besedila in jih spremlja na kitaro. Če umetnost kantavtorstva dandanes postavimo ob bok roku, metalu, panku ipd. učinkuje zastarelo. In prav takšen občutek ima Matjaž, občutek, da je že star. Značilnost njegove umetnosti je pisanje pesmi. Se pravi je pesnik, skladatelj in igralec. Za svojo umetnost potrebuje navdih. To so dražljaji iz zunanjega sveta, vsakdanjosti in navdih mu je tudi njegova ljubljena oseba. To je Nastja. Ker je razmerje med Matjažem in navdihom problematično, ga začne iskati tudi v alkoholiziranem stanju. Tukaj se odpre problem Matjaževega razmerja do Nastje. Nastja zavrača Matjaževo pijančevanje. Tudi sama je umetnica. Kiparka. Še več. Svojo kiparsko umetnost opredeljuje tudi teoretično. Poučuje na kiparski akademiji. Tudi ona za svojo umetnost potrebuje zunanje senzacije, toda kiparska umetnost je že po svoji naravi racionalna, merijo se proporci, razmerja... da se kip ne podre... ipd. Zanimivo je, da je Dekleva opredelil žensko kot racionalno, moškega pa kot emocionalnega.
V zunajliterarnem svetu beseda pimlico označuje postajo londonske podzemne železnice. V romanu je beseda tudi uporabljena v tem smislu kar večkrat. Vendar pa ima beseda pimlico za romaneskne junake tudi metaforičen pomen. Tudi v dojemanju besede pimlico oziroma situacije, ki jo sproža beseda, sta Matjaž in nastja postavljena na diametralno nasprotno stališče. Nastja je v letih, ko bi lahko zvezo izpolnila z otroki, vendar je njuna zveza glede otrok jalova. Ona doživlja ime besede pimlico svojevrstno. Ne pomisli na postajo, ampak jo privlači zven besede, označuje pa ji otroško igračo. Za Matjaža pa pimlico pomeni popolnoma stvarno podobo.  Kot nekašna zla slutnja glede njunega razmerja. Pimlico je železniška postaja. Za postaje je tako splošno značilno, da potniki, ki skupaj potujejo, izstopijo, ali pa vstopijo novi potniki, s katerimi bomo pot nadaljevali ipd. Pimlico je postaja, kjer se zbližani pri potovanju ločijo in se ločeni lahko spet srečajo kot popolni tujci. Tako imamo pred seboj roman, ki govori o oddaljevanju in ločevanju dveh ljubljenih oseb. Tudi naša življenja se srečujejo in poslavljajo na postajah žviljenja.Avtorica:Univ.dipl.lit.komp.Tamara Ljubec